# Da Capo (토이의 음반)
《Da Capo》는 대한민국의 음악인 유희열의 1인 프로젝트 그룹 토이의 일곱 번째 정규앨범이다. 전작과는 무려 7년이라는 시간 차를 갖는다. 발매 직후 멜론, 엠넷을 비롯한 국내 주요 음원 사이트에서 타이틀곡 〈세 사람〉의 실시간 차트 1위 기록은 물론 전곡 줄세우기를 기록해 토이의 인기를 증명했다.
또한 주요 음반 판매점이 토이 정규 7집 앨범 《Da Capo》CD를 구매하기 위한 팬들로 장사진을 이루는 진풍경이 벌어졌다고 한다. 현장에는 새벽부터 수백 명의 팬들이 몰리면서 7년 동안의 기다림과 함께 토이의 변함 없는 인기를 실감케 했다.

## 정보
《Da Capo》는 단어가 내포한 의미 그대로를 담은 앨범이다. 《Da Capo》는 '처음부터 다시 혹은 처음부터 반복해서'라는 뜻이다. 유희열은 그동안 써놨던 곡들을 비우고 마음이 가는 대로 작업을 진행했다고 한다. 녹음했다가 지우고, 고민 끝에 완성된 곡을 포기하고, 묵혀놨던 레코딩 파일을 다시 꺼내는 과정이 반복됐다고 전했다. 지독하게 손 때 묻은 과정들로 채색된 《Da Capo》는 토이 음악 역사에 있어서도 가장 공을 들인 앨범이다.
《Da Capo》에는 토이에 최적화된 익숙한, 동시에 낯선 사운드가 적절히 안배돼 담겼다. 80년대 작법에서 볼 수 있는 팝적의 멜로디와 퓨전 재즈의 섹션, 발라드의 기조를 품은 안정된 코드 진행에 더해진 과감한 전조, 일렉트로닉적 프로그래밍과 모던록의 어프로치까지 기존 토이를 수식하는 음악적 방향을 여전히 지니고 있는 가운데, 복고풍 유러피언 팝의 육감적인 사운드, 소울 음악의 기조를 띤 스트링과 리듬감, 임팩트 있는 랩과 가공되지 않은 청아한 목소리 등 이전의 토이와는 차별된 경향 역시 유기적으로 혼합된 느낌을 준다. 이번 앨범에는 같은 소속사인 페퍼톤스의 멤버 신재평의 주도적인 편곡과 프로그래밍 참여로 과거에 비해 좀 더 과감한 소리들을 담았다. 기타리스트 겸 가수 이상순도 〈피아니시모〉에 기타 선율을 얹으며 중심적인 역할을 했다.
이적, 김동률, 성시경, 선우정아, 권진아, 이수현(악동뮤지션), 김예림, 크러쉬, 다이나믹 듀오, 빈지노, 자이언티 등 가요계를 주도하는 뮤지션들은 객원보컬로 참여해 《Da Capo》의 화려함을 더했다. 타이틀 곡은 성시경이 부른 〈세 사람〉, 토이의 히트곡인 〈좋은 사람〉의 2014년 버전으로, 예전 토이 스타일의 청춘이나 사랑을 담은 곡이 그리운 사람들에게는 뜻깊은 선물이 될 것이다. 이 밖에 인트로 격인 연주곡 〈아무도 모른다〉, 과거 자신의 홈페이지에 썼던 글을 토대로 만든 〈Reset〉, 토이식 캐롤곡 〈Goodbye sun, goodbye moon〉, 호소력 짙은 팝 곡 〈너의 바다에 머무네〉, 디지털 시대의 아날로그적 설렘을 묘사한 〈U & I〉, 수록곡 중 가장 마지막에 녹음이 끝난 〈인생은 아름다워〉, 두근거리고 조심스러운 감정을 묘사한 짧은 연주곡 〈피아노〉, 그 테마에 가사를 붙여 완성한 〈피아니시모〉, 권진아의 재평가 〈그녀가 말했다〉, 가장 실험적인 곡인 〈언제나 타인〉, 유희열이 부른 〈우리〉, 〈취한 밤〉이 수록되어 있다.

## 수록곡
전체 작곡: 유희열
| #            | 제목                                                       | 작사                          | 편곡                     | 재생 시간 |
| ------------ | ---------------------------------------------------------- | ----------------------------- | ------------------------ | --------- |
| 1.           | 〈아무도 모른다〉 (Inst.)                                  |                               | 유희열, 신재평(페퍼톤스) | 2:33      |
| 2.           | 〈Reset〉 (With 이적)                                      | 유희열                        | 유희열, 신재평           | 5:07      |
| 3.           | 〈Goodbye sun, Goodbye moon〉 (With 이수현 of 악동 뮤지션) | 이규호, 유희열                | 송성경, 유희열           | 4:48      |
| 4.           | 〈세 사람〉 (With 성시경)                                  | 유희열                        | 강화성, 유희열           | 4:45      |
| 5.           | 〈너의 바다에 머무네〉 (With 김동률)                       | 유희열, 이규호                | 유희열                   | 5:16      |
| 6.           | 〈U & I〉 (With 크러쉬, 빈지노)                            | 유희열, 빈지노, 크러쉬        | 프라이머리, 유희열       | 4:28      |
| 7.           | 〈인생은 아름다워〉 (With 다이나믹 듀오, 자이언티, 크러쉬) | 다이나믹 듀오, 김이나, 유희열 | 유희열, 신재평           | 4:22      |
| 8.           | 〈피아노〉 (Inst.)                                         |                               |                          | 2:10      |
| 9.           | 〈피아니시모〉 (With 김예림)                               | 유희열                        | 유희열, 이상순           | 4:20      |
| 10.          | 〈그녀가 말했다〉 (With 권진아)                            | 유희열, 이규호                | 유희열, 박인영           | 4:27      |
| 11.          | 〈언제나 타인〉 (With 선우정아)                            | 유희열, 선우정아              | 유희열, 박민준           | 4:40      |
| 12.          | 〈우리〉                                                   | 유희열                        | 신재평, 유희열           | 5:21      |
| 13.          | 〈취한 밤〉                                                | 유희열                        | 유희열, 신재평           | 4:03      |
| 총 재생 시간 | 총 재생 시간                                               | 총 재생 시간                  | 총 재생 시간             | 73:07     |

## 참여
이 목록은 해당 앨범에서 발췌하였다.
| 토이 - 유희열 - 프로듀서, 피아노(1, 5, 8, 9, 11, 13), 건반 악기(3, 5, 7, 9, 12, 13), 보코더 프로그래밍(3), 전자 피아노(7), 보컬(12, 13) 참여 음악인 - 신재평(페퍼톤스) - 공동 프로듀서(1, 2, 7, 12, 13), 리듬 프로그래밍(1, 2, 7, 12, 13), 사운드 디자인(1, 13), 보코더 프로그래밍(3), 퍼커션 프로그래밍(5, 9), 신스 프로그래밍(7), 통기타(7, 12), 건반 악기(12), 믹싱(1, 2, 12), 녹음 - 함춘호 - 기타(2~5) - 이장원(페퍼톤스) - 베이스 기타(2) - 강태우 - 코러스(2, 5) - 송성경 - 리듬 프로그래밍/건반 악기/공동 프로듀서(3) - 강화성 - 공동 프로듀서(4) - 신정은 - 리듬/신스 프로그래밍(4) - 강성호 - 코러스(4) - 신석철 - 드럼(5, 7) - 최훈 - 베이스 기타(5, 7) - 하림 - 하모니카(5) - 신승규 - 심벌즈(5, 9, 10, 12) - 박인영 - 오케스트라(5, 7, 10, 11) - 융스트링 - 현악(5, 7, 10, 11) - 정수완(세렝게티) - 기타(6) - 서진아 - 전자 피아노(6) - 크러쉬 - 코러스(6), 녹음 - 프라이머리 - 리듬/베이스 프로그래밍/공동 프로듀서(6), 녹음 - 양재인 - 전기 기타(7, 12) - T.S.T(김동하, 장효석, 이한진) - 브라스(7) - 이상순 - 기타/공동 프로듀서(9) - 신현권 - 베이스 기타(9) - 정다운 - 피아노(10) - 박민준 - 공동 프로듀서/믹싱(11), 녹음 - 윤석철 - 전자 피아노/오르간(11) - 김문희 - 베이스 기타(11) - 이태훈 - 전기기타(11) - 민상용 - 드럼(11) - 정상권 - 타악기(11) | 스탭 - 고현정 - 믹싱(3, 6, 7) - 지승남 - 믹싱(4, 5, 9, 10, 13), 녹음 - Stuart Hawkes(Metropolis Mastering Studios - 런던) - 마스터링 - Kunsik Marty(Metropolis Korea) - 마스터링 코디네이터 - 공민선 - 아트워크 - 안성진 - 사진 - 조원석 - 뮤직비디오 - 민선휴, 윤보라 - 스타일리스트 - 서은미, 신재은 - 헤어, 메이크업 - 정동인 - 이그제큐티브 프로듀서 - 채은주, 박보현, 김다올, 정기열 - 매니지먼트 - 윤설아 - A&R - 이진영 - 마케팅 |